# لودویگزلوست
شهر لودویگزلوست (به آلمانی: Ludwigslust) در ایالت مکلنبورگ-فورپومن در کشور آلمان واقع شده‌است.